# Штайнхаузен, Адольф
Фридрих Адольф Штейнхаузен (нем. Wilhelm Stieda; 13 июля 1859, Потсдам — 23 июля 1910, Боппард) — немецкий пианист и военный врач. 

## Биография
Родился 13 июля 1859 года в Потсдаме в семье бывшего штабного врача и медицинского советника Адольфа Штайнхаузена.
Изучал медицину в медико-хирургическом институте Фридриха Вильгельма в Берлине с 23 октября 1877 года по 1 октября 1881 года; 1 августа 1881 года получил в Берлинском университет степень доктора медицины.
Служил младшим врачом в 130-м пехотном полку; с 1883 по 1887 год был фельдшером в 8-м кирасирском полку, а затем до 1889 года служил в Кёльнской крепостной тюрьме, до 1892 года — штабным врачом в 99-м пехотном полку (Пфальц), до 1896 года — в 36-м стрелковом полку (Наумбург); затем до 1898 года служил в Галле. С 30 апреля 1898 по 15 ноября 1904 года — полковой врач 73-го фузилерного полка (Ганновер). Затем был врачом отделения 36-й дивизии в Данциге; с 1907 года служил в 34-й дивизии в Меце; 10 сентября 1908 года был произведён в Generalarzt  (нем.) генерал-хирурги и 19 ноября 1908 года назначен корпусным врачом XVI-го армейского корпуса. 
Также он получил музыкальное образование по классу скрипки. В течение ряда лет преподавал игру на фортепиано. Был одним из наиболее ярких и последовательных представителей т. н. анатомо-физиологического направления в музыкальной педагогике. Занимался исследованиями в области физиологии движений применительно к технике игры на музыкальных инструментах с целью поиска новых физиологически обоснованных методов преподавания. Однако его попытки установить единую физиологически целесообразную форму движения («полётно-вращательное» движение при игре на фортепиано, широкий «размаховый» штрих на струнных инструментах) не привели к положительным результатам, поскольку, стремясь объяснить всё многообразие технических форм неизменными свойствами человеческой природы, он недооценивал эволюцию техники фортепианной игры, связь её с музыкальными стилями, с конкретными социально обусловленными художественными задачами.
Умер 23 июля 1910 года в Боппарде.